# Slag bij Eltham's Landing
De Slag bij Eltham's Landing vond plaats op 7 mei 1862 in New Kent County, Virginia tijdens de Amerikaanse Burgeroorlog. Deze slag maakt deel uit van de Schiereiland-veldtocht en is ook bekend als de Slag bij Barhamsville of de Slag bij West Point. Na de terugtocht van het Zuidelijke leger onder Johnston bij Yorktown zette generaal George B. McClellan de achtervolging in. Een deel van zijn leger liet hij over land marcheren. De divisie van brigadegeneraal William B. Franklin werd ingescheept om via de Yorkrivier de vijandelijke aftocht af te snijden. Hij landde bij Eltham’s Landing. Daar werden de Noordelijken aangevallen door twee brigades onder leiding van brigadegeneraal G. W. Smith. Smith dacht dat de Noordelijken de bagagetrein op de Barhamsville Road op het oog hadden. Het beoogde doel van de Noordelijken om de Zuidelijke terugtocht af te snijden mislukte.

## Achtergrond
Toen generaal Joseph E. Johnston zijn leger liet terugtrekken van de Warwicklinie bij Yorktown op 3 mei 1862 was McClellan onvoorbereid om onmiddellijk de achtervolging in te zetten. Op 4 mei stuurde hij zijn cavalerie onder leiding van brigadegeneraal George Stoneman achter de Zuidelijken aan op de voet gevolgd door ongeveer de helft van zijn leger onder leiding van brigadegeneraal Edwin V. Sumner. Deze eenheden vochten een onbesliste strijd uit met de Zuidelijke achterhoede in de Slag bij Williamsburg op 5 mei. De Zuidelijken zetten vrijwel ongehinderd hun terugtocht verder in de richting van Richmond.

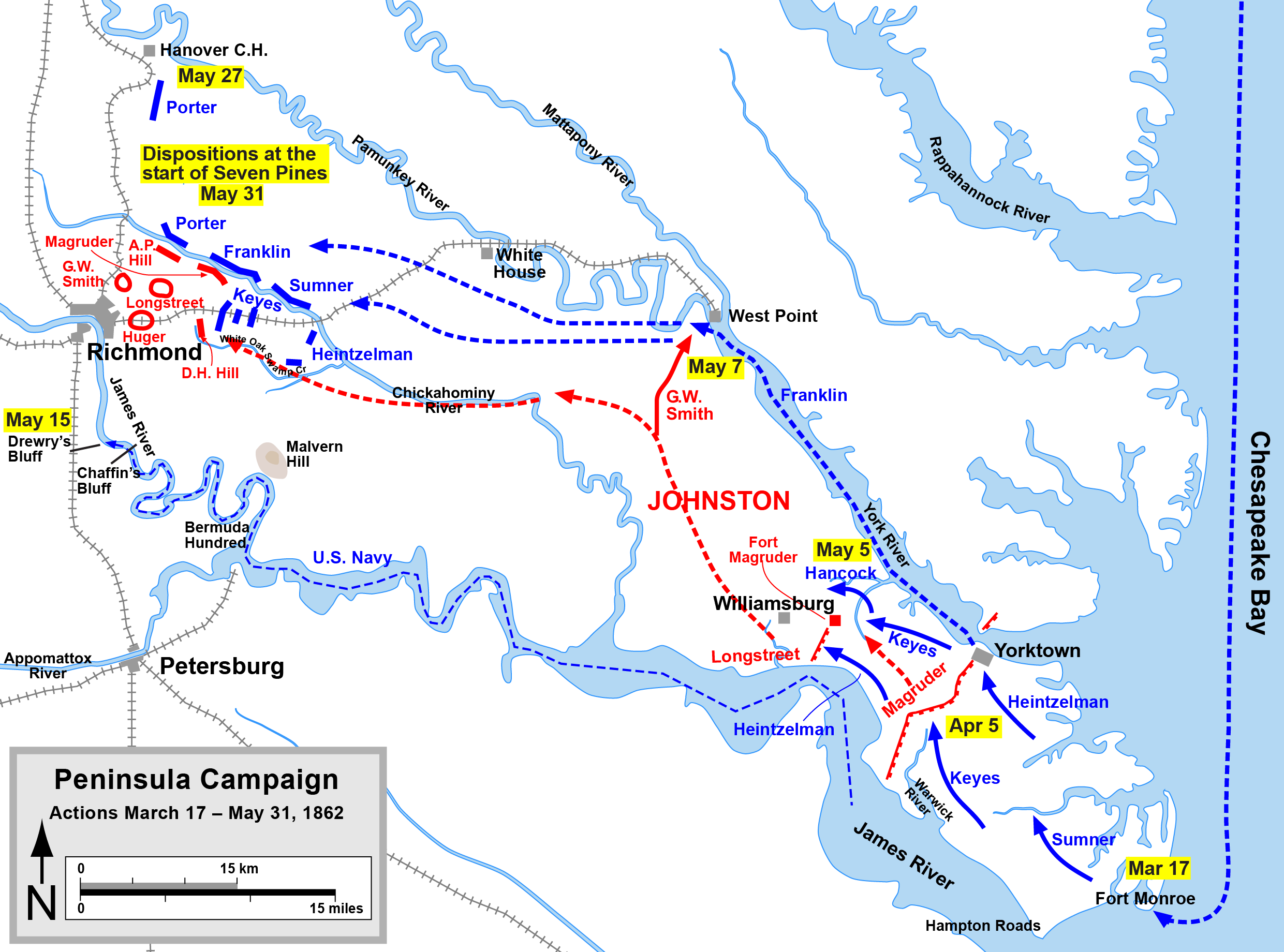
Schiereiland-veldtocht, gebeurtenissen tot en met de Slag bij Seven Pines.

McClellan had ook een divisie onder leiding van brigadegeneraal William B. Franklin laten inschepen om via de Yorkrivier de vijandelijke terugtocht af te snijden. Het inschepen van de soldaten en het materieel duurde echter twee dagen. Te lang om Sumner van onmiddellijke steun te kunnen voorzien. McClellan gaf de moed echter niet op. Hij stuurde de divisies van Fitz John Porter, John Sedgwick en Israel B. Richardson eveneens via de rivier om Franklin te steunen. Het afspreekpunt was Eltham’s Landing op de zuidelijke oever van de Pamunkeyrivier tegenover West Point, Virginia. Dit stadje had havenvoorzieningen en was het eindpunt van de Richmond and York River Spoorweg. Vanaf de landingsplaats was het ongeveer 5 km naar Barhamsville waar een belangrijk wegenknooppunt lag die zou gebruikt worden door Johnstons leger in de laten namiddag van 6 mei.
Franklins manschappen landden in lichte pontonbootjes. Daarna bouwden ze een drijvende kade waar het zwaarder materieel kon gelost worden. Deze werkzaamheden werden ’s nachts verder gezet bij toortslicht. Enkele Zuidelijke voorposten openden het vuur op de werkende vijand zonder veel schade aan te richtne.

## De slag
Johnston gaf het order aan generaal-majoor G. W. Smith om de weg naar Barhamsville te verdedigen. Smith stuurde de divisie van brigadegeneraal William H. C. Whiting en Hampton's Legion onder Wade Hampton naar de weg. Op 7 mei posteerde Franklin brigadegeneraal John Newtons brigade in de bossen aan de zijden van de landingsplaats. Newton werd ondersteund door twee andere brigades (van Henry W. Slocum en Philip Kearny). Newtons voorste linie werd teruggedreven zodra de Texas Brigade van brigadegeneraal John Bell Hood de aanval inzette. Hampton trok op langs de Hoods rechterflank. Hood was bezorgd over eventuele slachtoffers door eigen vuur in de bossen. Daarom stuurde hij zijn mannen verder met ongeladen geweren. Op ongeveer 15 passen van de Noordelijke linie richtte een Noordelijke korporaal zijn geweer op Hood. Een geluk voor Hood dat soldaat John Deal van de 4th Texas het bevel naast zich neergelegd had en zijn geweer wel geladen droeg. Zijn schot redde het leven van Hood.
Terwijl de tweede brigade de flanken van Hood dekte, trokken de Noordelijken zich terug naar de vlakte bij de landingsplaats. Daar werden ze gedekt door de kanonneerboten. Whiting zette zijn artillerie in tegen de boten zonder veel succes. Rond 14.00u staakte hij het vuur. De Noordelijken trokken opnieuw de bossen in na het vertrek van de Zuidelijken maar zetten de achtervolging niet in.

## Gevolgen
De slag bij Eltham's Landing was uiteindelijk niet meer dan een grote schermutseling. De Noordelijken verloren 194 soldaten. De Zuidelijken hadden 48 slachtoffers te betreuren. Franklin zei over de slag tegen McClellan: "Ik feliciteer mijzelf omdat we onze stellingen hebben kunnen behouden." Hoewel het een onbesliste strijd was, had Franklin toch de kans gemist om de Zuidelijke terugtocht op zijn minst te verstoren laat staan om het af te snijden.